# 徐亞長
徐亚长，明朝女性人物，东莞徐添男的女儿。
徐添男为徐家家仆，生徐亚长后四年后就死了。其母把徐亚长交给主人，就改嫁了。长大后，徐亚长贞静少言笑，在婢女中，凛然有不可侵犯之色。家童进旺想和她私通，徐亚长不同意。徐亚长奉主命在豆田中拔草，进旺跟踪她进行胁迫，徐亚长力拒得免，哭着说：“听说郎君读书，有寡妇的手被拉了一下，就用斧头断其手，况我还是姑娘，怎能活下去呢。”于是投江而死。